# Assedio di Belfort
L'assedio di Belfort si svolse dal 3 novembre 1870 al 18 febbraio 1871 presso la città francese di Belfort e si protrasse complessivamente per 103 giorni. Fu combattuto tra le forze della neonata Repubblica francese e l'esercito del Regno di Prussia durante la guerra franco-prussiana. Le truppe francesi resistettero fino al febbraio 1871, quando gli uomini di Belfort, costretti alla resa, deposero le armi ponendo fine alle ostilità.

## Operazioni preliminari
La località di Belfort, situata in una zona di campo libero tra la parte meridionale dei Vosgi ed il massiccio del Giura, era strategicamente posizionata a costituire un canale di ingresso tra l'Alsazia e la Francia centrale. All'inizio delle ostilità, l'Armata del Reno fu inviata nell'Alsazia settentrionale. La caduta di Strasburgo, il 28 settembre 1870, permise all'esercito tedesco sotto il comando di August von Werder di muovere verso sud, in direzione di Belfort. Non appena ebbe saputo dell'avvicinamento dell'armata tedesca, Pierre Philippe Denfert-Rochereau, comandante della guarnigione, iniziò la costruzione delle fortificazioni intorno alla città, ampliando le difese preesistenti che erano state edificate due secoli prima da Vauban. Le forze di Werder raggiunsero la città il 3 novembre e la attaccarono. I francesi tuttavia resistettero, impedendo ai prussiani di completare un efficace accerchiamento della città.

## L'assedio
Il generale Charles Denis Bourbaki radunò quindi un'armata con l'intenzione di soccorrere la guarnigione di Belfort. Il 15 gennaio 1871, Bourbaki attaccò Werder lungo il fiume Lisaine, ma dopo tre giorni di scontri venne respinto e costretto a riparare in Svizzera con le sue truppe. Le forze tedesche, spazientite dalla lunghezza dell'assedio, attaccarono nuovamente il 27 gennaio, ma anche in questo caso vennero respinte.
Il 28 gennaio entrava in vigore l'armistizio che poneva fine alle ostilità tra le forze repubblicane e quelle di Von Moltke. Adolphe Thiers, presidente del Gouvernement de la Défense Nationale, inviò un messaggio urgente al comandante Denfert-Rochereau, ordinandogli di cedere la fortezza. Il 18 dello stesso mese, il giorno prima della fine dell'armistizio, la guarnigione di Belfort uscì dalla città e si arrese ai tedeschi.

## Galleria d'immagini

Il Leone di Belfort, un monumento di Frédéric Bartholdi che ricorda l'Assedio di Belfort.